# Villa Chiericati
La villa Chiericati  est une villa veneta d'Andrea Palladio sise à Vancimuglio, hameau de la commune de Grumolo delle Abbadesse, dans la province de Vicence et la région Vénétie, en Italie.
Cette villa, ainsi que vingt-trois autres et le centre historique de la ville de Vicence sont inscrits sur la liste du patrimoine mondial de l'humanité établie par l'UNESCO.

## Historique

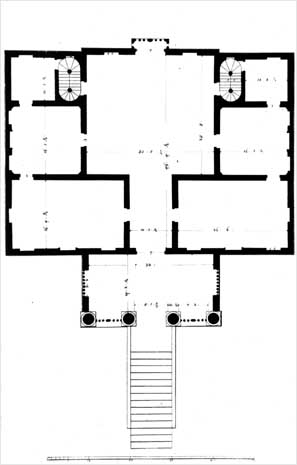
Plan (Ottavio Bertotti Scamozzi, 1781).

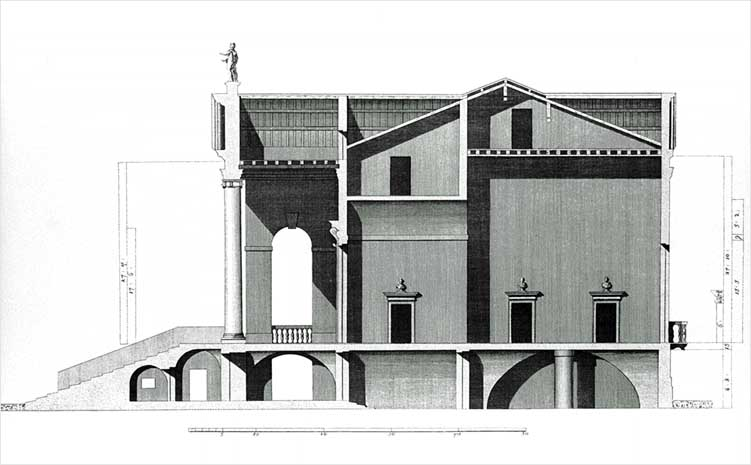
Coupe (Ottavio Bertotti Scamozzi, 1781).

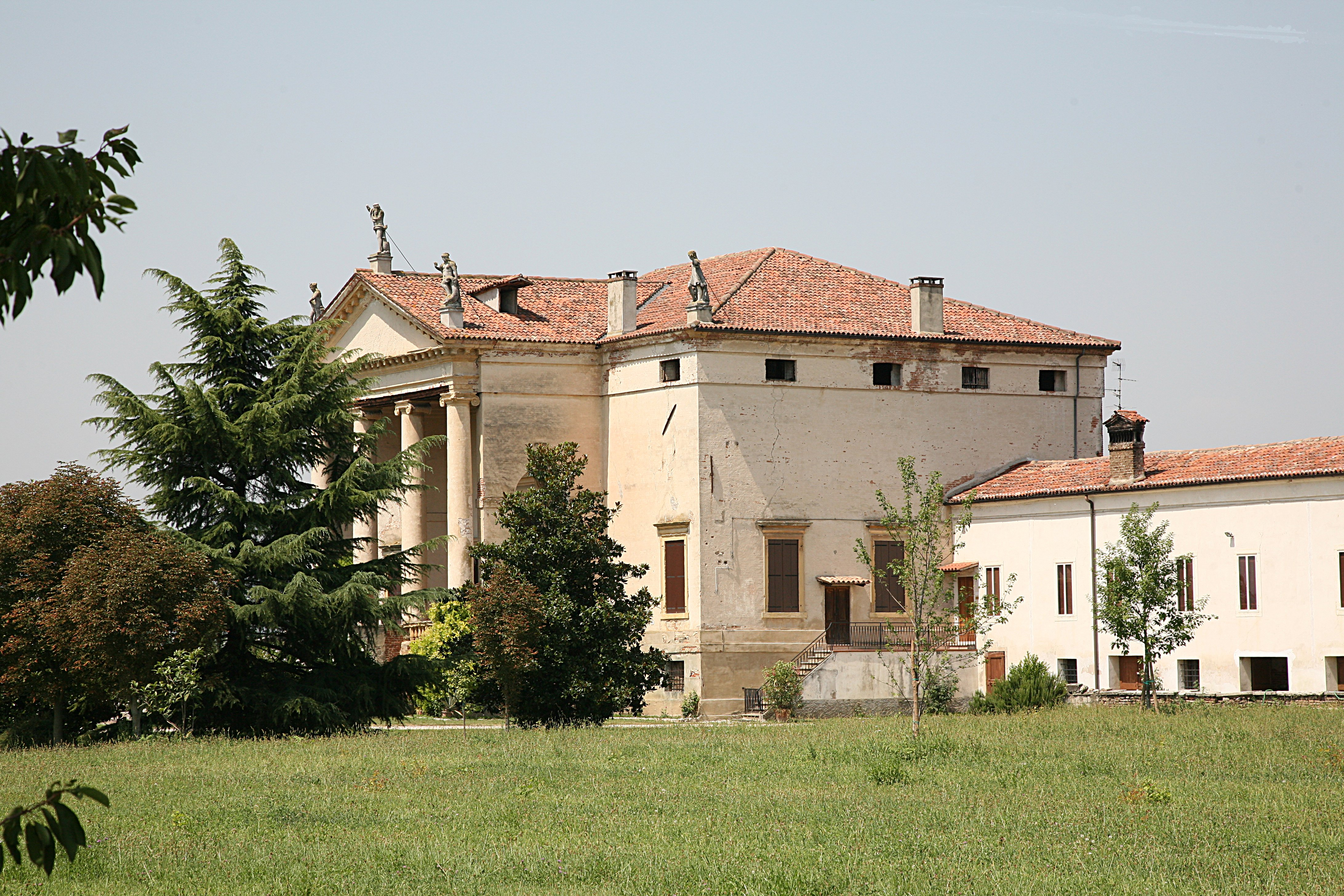
Vue de la villa, côté droit.

En dépit du peu d'intérêt qu'elle a suscité auprès de la critique, la villa Chiericati à Vancimuglio marque une étape fondamentale dans l'évolution du langage palladien car, pour la première fois, un véritable pronaos de temple antique est appliqué au corps d'une villa, donnant naissance à ce motif d'ordre colossal qui deviendra une solution classique pour certains futurs projets de l'architecte (par exemple, dans le cas des villas Rotonda et la Malcontenta).
Le commanditaire de la villa est Giovanni Chiericati, le frère de Girolamo, pour qui Palladio réalise, à la même période, le palais Chiericati à Vicence. Comme, probablement, le projet pour la villa est presque contemporain de celui du palais vicentin, on situe donc sa date au début des années 1550, même si, en 1554, le chantier n'est pas encore ouvert. En 1557, un an avant la mort du commanditaire, la villa est si largement incomplète, qu'en 1564 elle est certes couverte mais encore dépourvue de grenier et de fenêtres, et donc non habitée.
Acquise par Ludovico Porto en 1574, la villa est achevée en 1584  par Domenico Groppino, l'habituel collaborateur de Palladio. 
Un dessin et des études de plans de Palladio conservés au Royal Institute of British Architects à Londres (RIBA XVI, 20), documentent le projet original de l'architecte pour la villa, sensiblement modifié lors de la construction; ainsi, le salon central avec une double abside est remplacé par une simple pièce cubique et le changement de programme a conduit à la fermeture d'une fenêtre thermale, encore visible dans le projet postérieur. Dans une étude de plan, une première solution pour un pronaos  avec des colonnes également présentes sur les côtés est prévue, ensuite remplacé par l'actuel mur percé par un arc, une garantie de la solidité de la structure, selon l'exemple antique du portique d'Octavie à Rome.
L'exécution semble de toute façon avoir été peu contrôlée par Palladio, qui sûrement n'aurait jamais réalisé des colonnes sans entasis, telles qu'elles apparaissent. En outre, l’agencement interne, avec deux pièces frontales, oblige à positionner les fenêtres à proximité des angles du bâtiment : une disposition inhabituelle chez Palladio qui la déconseille même dans les Quatre Livres de l'architecture parce qu'elle affaiblit excessivement les angles de l'édifice qui, en effet, montrent des signes visibles d'affaissement.

## Sources
- (it) Cet article est partiellement ou en totalité issu de l’article de Wikipédia en italien intitulé « Villa Chiericati » (voir la liste des auteurs) dans sa version du 3 juin 2008. Il est lui-même issu du texte relatif à la villa Chiericati, sur le site du CISA, , lequel a autorisé sa publication (cf  tkt #2008031210017761)